# تان لونگ
تان لونگ (انگلیسی: Tan Long؛ زادهٔ ۱ آوریل ۱۹۸۸) بازیکن فوتبال اهل چین است.
از باشگاه‌هایی که در آن بازی کرده‌است می‌توان به باشگاه فوتبال ونکوور وایتکپس، باشگاه ورزشی اورلاندو سیتی، باشگاه فوتبال فینیکس رایزینگ، باشگاه فوتبال چانگچون یاتای، و باشگاه فوتبال دی‌سی یونایتد اشاره کرد.
وی همچنین در تیم ملی فوتبال چین بازی کرده‌است.